# Международна федерация на Червения кръст и Червения полумесец
Международната федерация на Червения кръст и Червения полумесец (МФЧКЧП) е обединение на националните червенокръстки дружества, включващо 190 организации. Основана е през 1919 г. като Лига на дружествата на Червения кръст, преименувана през 1983 г. на Общество на Червения кръст и Червения полумесец, а през 1991 г. – до настоящото си официално наименование. Федерацията координира дейността на националните организации, особено при събития от голям мащаб. Седалището на нейния секретариат е в Женева.
През 1928 г. е създаден „Международният съвет“, който да координира сътрудничеството между Международния комитет на Червения кръст (МКЧК) и Лигата – задача, която по-късно се поема от „Постоянната комисия“. През същата година за първи път е приет общ закон, определящ съответните роли на МКЧК и Лигата в рамките на движението.
Организацията получава Нобелова награда за мир през 1963 г.

## История
През 1919 г. представители на националните дружества на Червения кръст от Великобритания, Франция, Италия, Япония, и САЩ се събират в Париж, за да основат „Лига на дружествата на Червения кръст“. Първоначалната идея е на Хенри Дейвисън, председател на американския Червен кръст. Това действие, ръководено от американския Червен кръст, разширява международната дейност на движението на Червения кръст извън строго определените задачи на Международния комитет, като включва помощ при извънредни ситуации, които не са причинени от война (например от човешка дейност или природни бедствия). Американският Червен кръст вече има голям опит с мисии при подобни бедствия, започващ още от основаването му.
Формирането на Лигата, като допълнителна международна организация на Червения кръст, ведно с Международния комитет, не протича без противоречия по редица причини. Международният комитет има до известна степен основателни опасения за евентуално съперничество между двете организации. Основаването на Лигата се разглежда като опит да се подкопае лидерската позиция на комитета в движението и постепенно да се прехвърли по-голямата част от задачите и компетенциите на една многостранна институция. В допълнение на това всички учредители на лигата са национални дружества от страни на Антантата или от асоциирани нейни партньори. Оригиналният устав на Лигата от май 1919 г. съдържа допълнителни разпоредби, които дават на петте дружества-основатели привилегирован статут и, благодарение на усилията на Хенри Дейвидсън, правото да изключват за постоянно национални дружества на Червения кръст от страните от Централните сили, а именно от Германия, Австрия, Унгария, България и Турция (както и дружеството на Червения кръст на Русия). Тези правила са в противоречие с принципите на Червения кръст за универсалност и равенство на всички национални дружества – ситуация, която засилва загрижеността на Международния комитет.
Първата хуманитарна мисия, организирана от Лигата, е помощ за жертвите на глада и последвалата епидемия от тиф в Полша. Едва пет години след основаването си Лигата вече е получила 47 молби за мисии в 34 страни – впечатляваща индикация за необходимостта от този тип работа на Червения кръст. Общата сума за тези мисии достига 685 млн. швейцарски франка, които са използвани за спешни доставки за жертвите на глада в Русия, Германия и Албания; земетресения в Чили, Персия, Япония, Колумбия, Еквадор, Коста Рика и Турция, както и за бежанците в Гърция и Турция. Първата по-мащабна мисия на Лигата е след земетресението от 1923 г. в Япония, при което загиват около 200 000 души и което оставя огромен брой хора без подслон. Благодарение на координацията на Лигата, дружеството на японския Червен кръст получава доставки от другите дружества, достигащи обща стойност около 100 млн. долара. Друга важна новост, създадена по инициатива на Лигата, е основаването на организации на младежкия Червен кръст в рамките на националните дружества.
Съвместната мисия на Международния комитет на Червения кръст и Лигата в Руската гражданска война от 1917 до 1922 г. е първият път, в който движението участва във вътрешен конфликт, макар и все още без изричен мандат от Женевските конвенции. Лигата, с подкрепата на над 25 национални дружества, организира мисии за разпределянето на храни и други стоки от първа необходимост за гражданското население, засегнато от глад и болести. МКЧК работи с обществото на руския Червен кръст и по-късно с обществото на Съветския съюз, постоянно подчертавайки неутралността на МКЧК.
По време на Втората италианско-етиопска война от 1935 до 1936 г. Лигата допринесла за помощта при доставки на стойност 1,7 милиона швейцарски франка. Италианският фашистки режим под властта на Бенито Мусолини отказва всякакво сътрудничество с Червения кръст, затова тези стоки са били доставени само в Етиопия. По време на войната около 29 души са загубили живота си – повечето от тях поради атаки от италианската армия, докато са под изричната защита на символа на Червения кръст.
По време на Гражданската война в Испания от 1936 до 1939 г. Лигата отново обединява силите си с МКЧК с подкрепата на 41 национални дружества. През 1939 г. на прага на Втората световна война Лигата премества централата си от Париж в Женева, за да се възползва от неутралитета на Швейцария.
През 1952 г. общият закон от 1928 г. за движението е ревизиран за първи път. Също така периодът на деколонизация от 1960 до 1970 г. е белязан с огромен скок в броя на признатите национални дружества на Червения кръст и Червения полумесец. До края на 60-те години на ХХ век, има повече от 100 дружества по целия свят. На 10 декември 1963 Федерацията и МКЧК получават Нобелова награда за мир. През 1983 година Лигата е преименувана на „Общество на Червения кръст и Червения полумесец“, за да отрази нарастващия брой на националните дружества, действащи под символа на Червения полумесец. Три години по-късно седемте основни принципа на движението, приети през 1965 г., са включени в неговия устав. Името на Лигата е променено отново през 1991 г. до настоящото си официално наименование – „Международна федерация на Червения кръст и Червения полумесец“. През 1997 година МКЧК и МФЧКЧП подписват споразумение в Севиля, което допълнително дефинира отговорностите на двете организации в рамките на движението. През 2004 година МФЧКЧП започва най-голямата си мисия при бедствието след силното цунами в Южна Азия. Повече от 40 национални дружества са работили с повече от 22 хиляди доброволци, за да донесат облекчение на безбройните жертви, останали без храна и подслон и застрашени от епидемии.

## Председатели на МФЧКЧП
От ноември 2009, председател на МФЧКЧП е Тадатеру Коное (Японски червен кръст).
- 1919 – 1922: Хенри Дейвисън (САЩ)
- 1922 – 1935: Джон Бъртън Пейн (САЩ)
- 1935 – 1938: Кери Травърс Грейсън (САЩ)
- 1938 – 1944: Норман Дейвис (САЩ)
- 1944 – 1945: Жан дьо Мюралт (Швейцария)
- 1945 – 1950: Базил О'Конър (САЩ)
- 1950 – 1959: Емил Сандщром (Швеция)
- 1959 – 1965: Джон Маколи (Канада)
- 1965 – 1977: Хосе Барозо Чавез (Мексико)
- 1977 – 1981: Адитунджи Адеферасин (Нигерия)
- 1981 – 1987: Енрике де ла Мата (Испания)
- 1987 – 1997: Марио Енрике Вилароел Ландер (Венецуела)
- 1997 – 2000: Астрид Нуклебуа Хайбрих (Норвегия)
- 2001 – 2009: Хуан Мануел дел Торо и Ривера (Испания)
- 2009 – : Тадатеру Коное (Япония)